# Molophilus speighti
Molophilus speighti är en tvåvingeart som beskrevs av Alexander 1939. Molophilus speighti ingår i släktet Molophilus och familjen småharkrankar. Inga underarter finns listade i Catalogue of Life.